# Chale Island
Chale Island är en ö i Kenya.   Den ligger i länet Kwale, i den södra delen av landet, 500 km sydost om huvudstaden Nairobi. Arean är 0,30 kvadratkilometer.
Terrängen på Chale Island är platt. Öns högsta punkt är 13 meter över havet. Den sträcker sig 0,8 kilometer i nord-sydlig riktning, och 0,6 kilometer i öst-västlig riktning.